# Nossa Senhora do Cabo

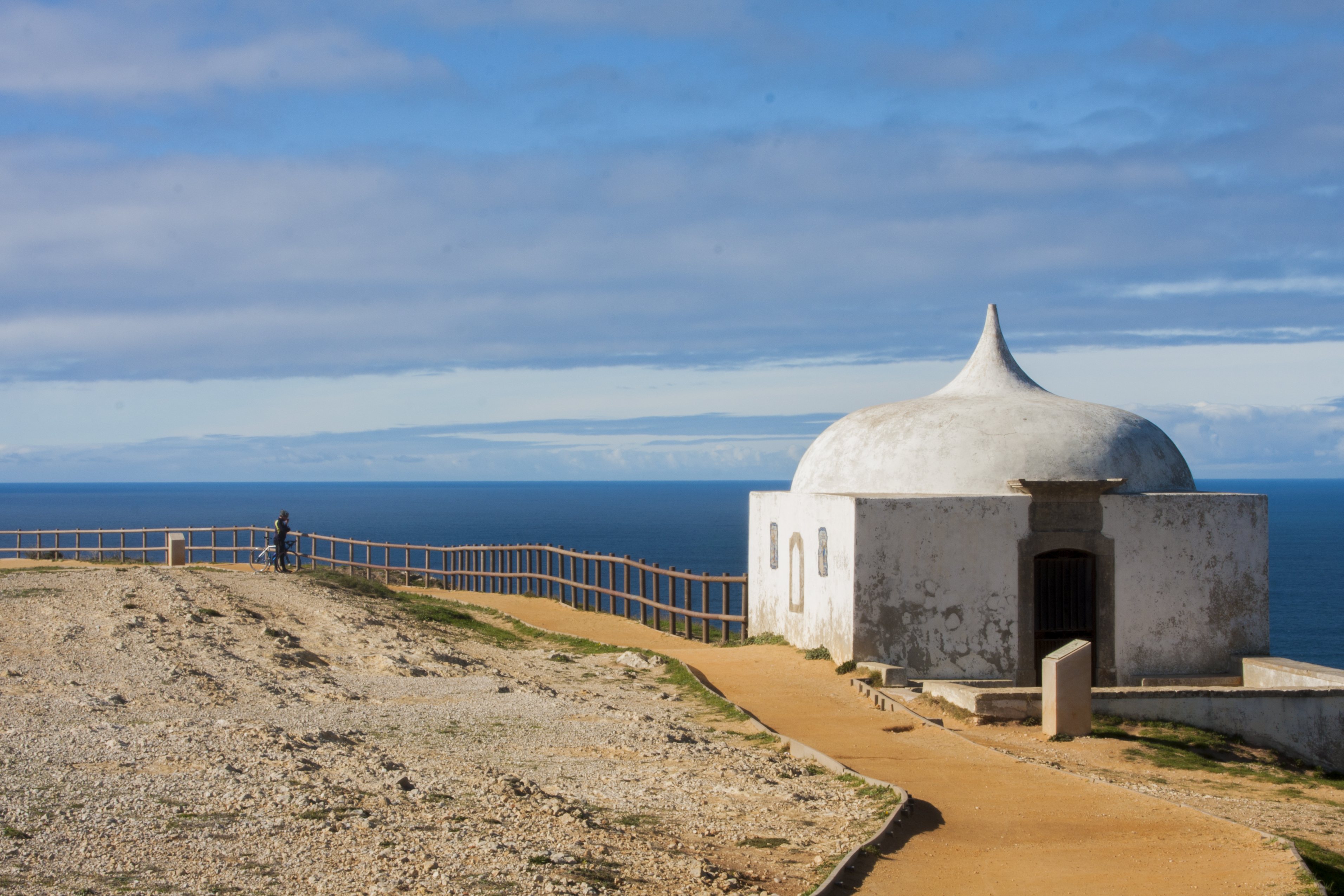
Ermida da Memória - Santuário de Nossa Senhora do Cabo Espichel

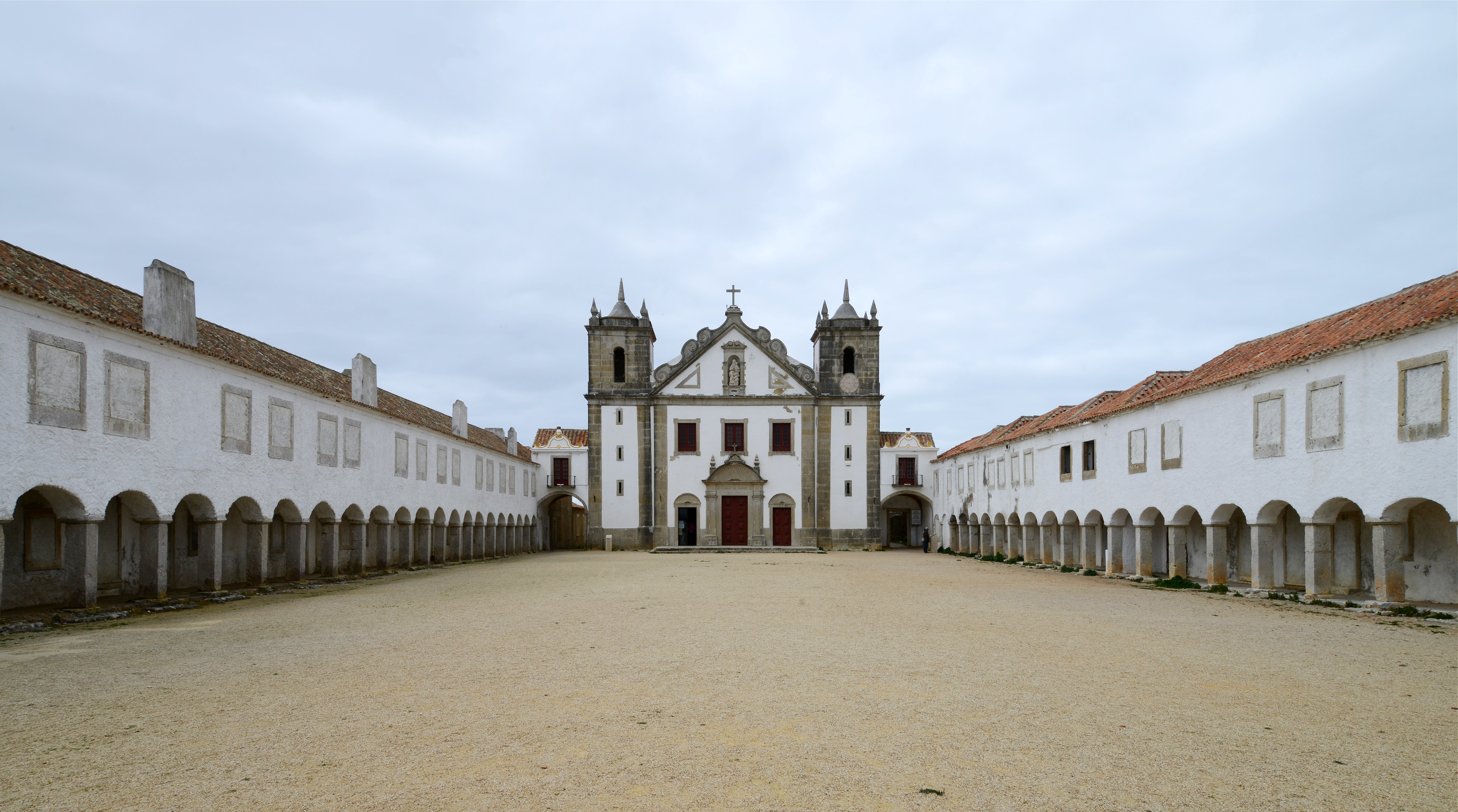
Igreja de N. Sra. da Pedra de Mua - Santuário de Nossa Senhora do Cabo Espichel

Nossa Senhora do Cabo ou Santa Maria da Pedra de Mua é uma das invocações de Maria, mãe de Jesus.
É, por vezes, confundido com a devoção a Nossa Senhora da Arrábida, que a tradição afirma datar de 1215 — é documentalmente mencionado pela primeira vez numa carta régia de D. Pedro I, datada de 1366, e constitui uma das mais antigas e interessantes manifestações de religiosidade popular em Portugal.
Divulgado o miraculoso achamento da imagem de Nossa Senhora no espigão rochoso do cabo Espichel, muito rapidamente o culto terá levedado, não só entre as localidades mais ou menos vizinhas da margem sul do Tejo, mas sobretudo na margem norte do rio, recobrindo praticamente todo o território da região saloia. Aqui viria a atingir assinalável relevo, ficando conhecido pela designação de "círio saloio", "círio real" ou "círio do bodo", tendo não poucas vezes contado com a especial proteção da Família Real. Em Angola, a devoção encontra-se fortemente enraizada nas comunidades católicas da lagoa do Ibendoa e da ilha de Luanda.

## As lendas "históricas" de Nossa Senhora do Cabo
Da análise dos relatos lendários — mas com possível base histórica — que nos narram os acontecimentos do Cabo Espichel, podemos distinguir nitidamente duas tradições diferentes: na primeira lenda, a descoberta da imagem é atribuída exclusivamente a homens da Caparica, na margem sul do Tejo; na segunda lenda, o achamento é atribuído a dois anciãos de Alcabideche e da Caparica, localidades que de algum modo representam as duas margens do Tejo em que o culto virá a adquirir forte expressão popular.
Quanto à primeira tradição, Frei Agostinho de Santa Maria narra-a de forma bastante lacónica no seu "Santuário Mariano" (, p. 474):
| “ | No mar Oceano, para a parte do meio dia a sul da Corte, e Cidade de Lisboa, mete a terra hua ponta, ou despenhada rocha, a que os navegantes chamam o "Cabo de Espichel", e os antigos chamaram Promontório Barbárico (…) Neste sítio sobre a rocha se vê ao presente rua Ermidinha, que se edificou para memória, a que chamam o Miradouro; é tradição constante, que aparecera a imagem de nossa Senhora que por ser vista naquela rocha, a que chamão Cabo, a denominàrão com este título." E passa a identificar os autores da descoberta: "Os venturosos", e os que primeiro descobriram este rico tesouro, foram alguns homens da Caparica, que iam aquela serra a cortar lenha; e daqui teve principio serem eles os primeiros também, que a festejassem. Por esta causa vão todos os anos com o seu sirio a solemnizar a sua festa em o primeiro Domingo de Junho (…). | ” |
|   | — Frei Agostinho de Santa Maria. |   |

Frei Agostinho conta-nos esta tradição nos primeiros anos do século XVIII. Mais de um século depois, Frei Cláudio da Conceição editará a sua "Memória da Prodigiosa Imagem de Nossa Senhora do Cabo", em que menciona as lendas fixadas pelo seu antecessor; todavia, diz preferir uma «outra tradição também constante, e de tempo immemorial, qual é a do Saloio de Alquebideche [Alcabideche], e a mulher de Caparica, cuja tradição he de todos a mais seguida» (, p. 12).  «Sonhou um venturoso homem de Alquebideche, que naquele Promontório (…) via, e admirava uma luz remota (…)»; e então diz «como Moisés, quando o Senhor lhe apareceu em Madian no meio da Sarça, que ardia sem se consummir: é necessário que eu vá reconhecer esta grande maravilha que estou vendo.» Colocando-se a caminho, e sendo a viagem difícil, «da calma procura alivio ao cançado corpo; e aqui se diz tivera o encontro com a devota mulher de Caparica, a qual sabendo também do maravilhoso caso, com indústria apressára os passos, deixando o Saloio entregue ao sono, e chegando primeiro ao sitio do Cabo, ficára para sempre Caparica com a preferência nos Cultos». Finalmente no Espichel, o homem de Alcabideche «vê acordado, o que gozou dormindo: vê a Luz mais pura, goza da claridade mais perfeita. Sim, vê a Prodigiosa Imagem da Mãe de Deus, a quem já adorava a venturosa Caparicana». Logo o saloio «se prostra junto a ela reverente (…); e conhecendo ser vontade de Deus, que se desse Culto a sua Santíssima Mãe naquele lugar retirado, na solidão do deserto assim o prometem, e se tem praticado até ao presente (…).»

## A Senhora da Pedra de Mua
Paralelamente a essas tradições existe ainda uma lenda claramente mítica, que nos dá conta do milagroso aparecimento da Senhora da Pedra de Mua.
Frei Agostinho de Santa Maria (17, Tomo II, p. 474) narra-a com pormenores: «(…) afirmam que a Senhora aparecera na praia que lhe fica embaixo da mesma penha, onde se edificou a Ermidinha, e que aparecera sobre sua jumentinha, e que esta subira pela rocha acima, e que ao subir ia firmando as mãos, e os pés na mesma rocha, deixando impressos nela os vestígios das mãos, e pés (…)». Sublinhando que «de ser isto assim o afirmava a tradição dos que viram estes mesmos sinais, que hoje já tem gastado, e consumido o tempo», acrescenta que a Ermida «se fundou no lugar aonde a Senhora parou, naquela liteirinha vivente que a levava» e que a capela «desfez muitas vezes o tempo; mas a devoção dos que a servem, a reformou outras tantas vezes, apesar dos seus rigores.»
Saliente-se ser frei Agostinho de Stª Maria o único autor antigo a mencionar essa tradição. Todavia, a lenda surge-nos igualmente contada — com alterações — nos azulejos historiados da Ermida da Memória: aí se lê, em autêntica banda desenhada setecentista, que foram os dois velhos de Alcabideche e da Caparica que presenciaram o milagre da subida de Nossa Senhora pela arriba, montada na sua mula e transportando o menino ao colo. Esses azulejos relatam, assim, uma versão composta das duas tradições: a da subida da Virgem e das pegadas da mula, narrada por Agostinho de Stª Maria, e a dos dois anciãos que descobriram a imagem, narrada por Cláudio da Conceição.
As pegadas atribuídas à burra de Nossa Senhora são, na realidade, registos icnofósseis de dinossauros. É nos terrenos de transição do Jurássico Superior (145-150 milhões de anos) para o Cretácico Inferior (110-120 milhões de anos) que se encontram os vestígios desses animais. Os estudos realizados no Jurássico Superior na jazida conhecida por Pedra da Mua (praia dos Lagosteiros) permitiram detectar aqui abundantes pistas de saurópodes e terópodes. Trata-se, aliás, do «primeiro exemplo convincente de comportamento gregário nos saurópodes, reconhecido numa jazida icnológica europeia, bem como o melhor testemunho conhecido de tal comportamento entre saurópodes juvenis» (12, p. 27). Esses saurópodes "viajavam evidentemente em dois subgrupos constituídos por pequenos animais (…) e por animais maiores (…). Mas todos viajavam na direcção sudeste. Nenhum outro exemplo de pegadas de um grupo gregário de brontossauros é atualmente conhecido em que os indivíduos apresentam marcas de pés tão pequenas" (p. 34). Num outro trilho da pequena calheta dos Lagosteiros, do Cretácico Inferior, situado na parte superior da arriba norte da praia e que foi inicialmente uma laguna abrigada por recifes coralíferos, observam-se pistas idênticas às anteriormente descritas, nomeadamente as pegadas de ornitópodes, de um terópode bípede com três dedos e o rasto de uma cauda.
É precisamente a primeira dessas pistas — uma laje calcária no lado sul da praia dos Lagosteiros, com mais de 40º de inclinação, quase a prumo sob a Ermida da Memória – que foi interpretada como o rastro milagroso deixado por uma mula gigante que teria transportado a Virgem do mar até ao topo da arriba; e por isso ficou o local conhecido por Pedra de Mua, antiga forma de mula, feminino de mula ou macho, atualmente ainda reconhecível na expressão gado muar ou no verbo "amuar". Daqui proveio a invocação de Santa Maria da Pedra de Mua, equivalente às de Santa Maria do Cabo e Nossa Senhora do Cabo.

## Um culto medieval
É possível — até provável — que o culto a Nossa Senhora do Cabo constitua a cristianização tardia de cultos muito anteriores que houvessem já sobrenaturalizado o local, num contínuo de sucessivas sacralizações que se estendem desde a época pré-histórica até ao domínio muçulmano. A zona saloia onde a devoção à Senhora do Espichel irá assumir eloquentíssima expressão é, precisamente, uma região cultural e antropológica de forte substracto mouro; e a vizinha localidade da Azoia (do árabe az-zawiya) indica a existência de antigas peregrinações ao túmulo de um homem santo, das quais os círios em honra da Senhora do Cabo constituiriam afinal a (re)atualização cristã.
Quanto à época em que se terá verificado o achamento da imagem da Senhora, Frei Agostinho de Santa Maria é pouco esclarecedor: «Quanto ao tempo em que a Senhora apareceu, não podemos certamente dizer o ano em que foi (…)»; no entanto, logo adianta ser certo «que foi no reinado del Rei Dom João Primeiro» (17, Tomo II, p. 475). Frei Cláudio da Conceição concorre com esta opinião, afirmando peremptoriamente que «esta função [o culto à Senhora do Cabo] é muito antiga, data do tempo do Senhor Rei D. João I» (5, p. 361). Sabe-se, todavia, que ao contrário da opinião destes dois autores, o culto estava já plenamente estabelecido no século XIV, conforme o atesta um documento da chancelaria de D. Pedro I.
Agostinho de Santa Maria explica a sua opinião assinalando que, tendo sido a Ermida doada à Ordem de S. Domingos em 1428, "já deviam ter passado muitos anos do seu aparecimento; porque já lhe ofereciam o sítio com casa, em que pudesse louvar a nosso Senhor."  Essa doação da ermida e dos seus terrenos foi feita em 18 de Novembro daquele ano por Diogo Mendes de Vasconcelos, cavaleiro comendador de Sesimbra e de Ourique, ao convento lisboeta de São Domingos de Benfica, fundado por D. João I. Em 1390, o Rei concedeu a comenda de Sesimbra a Diogo Mendes de Vasconcelos, que ali terá mandado exigir a Ermida, já que dela afirma ter «senhorio, e posse, e propriedade, e direito», acrescentando: «e tiro de mim, e deixo todo senhorio, e posse, e propriedade, e direito, que eu hei, e tenho no dito lugar, e hermida, e ofrendas». Pelo documento da doação — reproduzido textualmente por Frei Luís de Sousa (20, p. 883) — se vê que, sendo o cavaleiro admirador da «discrição, e bondade, e bom viver» daqueles frades, e vendo que «a hermida, e lugar, e limite de Santa Maria da Pedra de Mua (…) é bom, e honesto, lugar para nele viver (…)», lhes dá «perpetuamente para sempre a dita hermida, e lugar, e direito dele, e seu limite com todos as honras, e direitos (…).»
Só que já não era a primeira vez que Diogo Mendes de Vasconcelos tentava oferecer a Ermida do Espichel para ali se edificar um convento. De fato, Frei José Pereira de Santana (19, p. 822) reproduz a «carta de consentimento e autoridade» passada em 22 de Fevereiro de 1414 pelo cónego da Sé de Lisboa Estêvão Gonçalves, em nome do Arcebispo de Lisboa D. João Afonso de Azambuja, na qual afirma que «Diogo Mendes Commendador de Cezimbra me mandou dizer, que na dita sua Commenda de Cezimbra é edificada sua Ermida, a quem chamam Santa Maria do Cabo, que se logo [lugar] de grande romagem, e devoção (…): e que (…) ele por o bem, e saúde de sua alma, e remuimento de seus pecados queria fazer pura, e irrevogável doação da dita Ermida, e oferecia o dito Oratório, e logo onde ele está ao Mosteiro de Santa Maria do Carmo de Lisboa (…).»
Outras datas foram sendo mencionadas por diversos autores, mas sem qualquer base documental conhecida. Num manuscrito inédito intitulado "Aparições de Nossa Senhora da Luz, do Cabo Espichel, etc.", que datamos dos finais do século XVI, afirma-se que a imagem foi encontrada em 1275, data que todavia não é mencionada em qualquer outro documento. Por seu turno, o "Dicionário Histórico, Corográfico, etc." de Esteves Pereira e Guilherme Rodrigues (1904/1915) popularizou a data de 1250, que foi retomada pela "Grande Enciclopédia Portuguesa e Brasileira", mas para a qual não encontramos quaisquer indicações concretas. Por este motivo, consideramos que estas datações não oferecem crédito.

## Os círios à Senhora do Cabo
Perde-se na história dos séculos a realização, em terras de Portugal, de romarias cíclicas anuais a diversos santuários, com a participação de romeiros organizados por freguesias. Essas irmandades de romeiros levavam outrora uma tocha de cera (o círio) para oferecer à divindade; por este motivo, ao grupo de romeiros se passou a dar a designação metonímica de "círio", muito comum em toda a zona da Estremadura.
Os "círios" constituem verdadeiras procissões de longo curso, revestindo frequentemente a forma de "giros" entre várias freguesias, geograficamente afastadas não só entre si mas também do santuário; nestes casos, cada freguesia organiza o culto anualmente e a vez, sucessivamente, segundo uma ordem pré-determinada pela tradição (o "giro"). Revelando-se como atos eminentemente coletivos, consistem na deslocação de comunidades de fiéis ao santuário, capela ou igreja (ou, como é actualmente o caso dos "círios saloios" de Nossa Senhora do Cabo, na recepção por essa comunidade da bandeira e da imagem da Senhora). Por isso os "círios", sobretudo quando organizados em "giros", são uma antiga prática religiosa e cultural que contribui para o reforço dos sentimentos de vizinhança e de coesão social das comunidades, permitindo e fomentando o estabelecimento de relações profundas e continuadas entre localidades afastadas, quer geográfica, quer culturalmente.
Não se trata de um culto individual, como acontece na maioria das romarias minhotas ou em Fátima, mas de um verdadeiro voto coletivo, de um ato ritual espontâneo feito por toda a comunidade e por ela assumido. Em muitos casos, como no da Senhora do Cabo, na origem do "círio" está a proteção contra catástrofes naturais, ligadas aos flagelos da agricultura ou às epidemias de peste; por esse motivo, e porque o perigo é ou foi colectivo, também a promessa o é, devendo ser paga pela comunidade como um todo ou por uma Confraria em seu nome, ao longo de sucessivas gerações de romeiros. É também nesse sentido que se compreende o grande destaque dados aos "anjos", jovens que no decurso do cortejo processional vão cantando as "loas" em honra da Senhora: são eles quem representam a voz do povo, que assim contacta o santo. E como esse intermediário não pode ter mácula — já que representa a própria comunidade dos crentes — devem os anjos ser sempre rapazes com idade nunca superior aos 12 anos…
No dealbar do século XV estava já edificada (ou reedificada) a pequena capela de Santa Maria do Cabo ou Santa Maria da Pedra de Mua, atualmente conhecida por Ermida da Memória, ali se realizando grandes romarias. Essas peregrinações populares foram crescendo de importância e, em 1430, 30 freguesias da zona saloia — dos atuais concelhos de Lisboa, Sintra, Cascais, Mafra, Loures, Odivelas, Arruda dos Vinhos e Oeiras — combinaram organizar-se entre si, instituindo um "giro" anual: cada uma delas iria, anualmente e à vez, prestar culto ao santuário do Cabo Espichel.
No início do século XVIII retiraram-se quatro freguesias, pelo que o giro saloio é desde então constituído por apenas 26 localidades: São Vicente de Alcabideche, Linda-a-Velha (desde 2012, em substituição de São Romão de Carnaxide), São Julião do Tojal, São Pedro de Penaferrim, Nossa Senhora da Misericórdia de Belas, Santa Maria de Loures, São Lourenço de Carnide, São Pedro de Barcarena, São Pedro de Lousa, Santo Antão do Tojal, Nossa Senhora da Purificação de Oeiras, Nossa Senhora do Amparo de Benfica, São Domingos de Rana, São João das Lampas, Nossa Senhora da Purificação de Montelavar, Nossa Senhora de Belém de Rio de Mouro, Nossa Senhora da Ajuda de Belém, Ascensão e Ressurreição de Cascais, Santíssimo Nome de Jesus de Odivelas, São Martinho de Sintra, São Pedro de Almargem do Bispo, Santo Estêvão das Galés, Nossa Senhora da Conceição da Igreja Nova, São João Degolado da Terrugem, São Saturnino de Fanhões, Santa Maria e São Miguel de Sintra.
Para além do "círio dos saloios", também a cidade de Lisboa e algumas localidades da margem sul do Tejo realizavam romarias à Senhora do Cabo. A Caparica, com as suas quatro "varas" de Monte Sobreda, Trafaria e Costa organizadas em giro anual, terá mesmo sido a primeira a festejar a Senhora; e Seixal e Arrentela, Almada, Palmela, Azeitão e Sesimbra, bem como Setúbal e Coina, fizeram-no igualmente. Hoje em dia, a tradição apenas permanece em Palmela, Sesimbra e Azóia.

## As Confrarias de Nossa Senhora do Cabo
A primeira Confraria de Nossa Senhora do Cabo foi instituída em 1432. Dizem as "Memórias" manuscritas que se conservam na Biblioteca Nacional de Lisboa: "E para que tudo assim concordado ficasse valioso, e firme, requereram ao Senhor Arcebispo de Lisboa, que então era D. Pedro de Noronha",a aprovação de "aquela forma de Círio, e Círculo de Freguesias, cada uma inteiramente representada pelo seu próprio pároco, e pessoas dela mais distintas", ficando "isentas de pagarem quaisquer direitos paroquiais a nenhuma outra, durante o seu festejo" (13, f. 32).
Em 1671, os procuradores das 30 freguesias reuniram-se em Belas — por ser a mais central de todas — e "aí formaram [a partir] dos antigos Estatutos que então havia, um Compromisso, o qual hoje, ainda que, com alguma diferença, rege esta Confraria" (f. 128). Este segundo compromisso, o único que até nós chegou, data de 1672, com estatuto comprovado por Bula Apostólica de Francisco Ravizza, Núncio do Reino, embora só em 1697 se tenha verificado a sua aprovação pelo Ordinário, por provisão de 19 de Setembro desse ano assinada pelo Cardeal-Arcebispo de Lisboa, D. Luís de Sousa, reinando D. Pedro II.
O compromisso (6, p. 32) estabelecia que "não entrará a servir nesta Confraria homem, que tenha rassa de judeo, nem de outra infesta nação, ou mulato", o que na época acontecia com a generalidade das Confrarias; e "sendo caso que ellejão algum, e o queirão na sua Freguezia, os Louvados, ou Mordomos do Bodo, ou qualquer Confrade, serão obrigados a deitalo fora, e logo elegeram outro homem, que tenha as partes suficientes". Dos seus corpos deveriam fazer parte "homens beneméritos (…), não respeitando a afeição, mas ao merecimento de cada um", sendo eleitos "conforme o seu merecimento, não os antepondo a quem mais merecer"; e advertia-se que "senão eleja Clerigo (…) salvo [se] em a Freguesia não houver Leigos, que possam servir", numa óbvia afirmação de autonomia face à instituição eclesiástica.

## As grandes festas tradicionais
O século XVIII vai assistir a algumas alterações das velhas tradições dos "círios saloios", desde logo porque quatro das 30 freguesias irão abandonar o "giro": Nossa Senhora da Purificação de Bucelas, em 1709, São Silvestre de Unhos, em 1711, São Lourenço do Arranhol, em 1716, e Santo André de Mafra, em 1722, passando esta última a integrar o chamado Círio da Prata Grande.
Desde 1430 que as freguesias iam anualmente festejar a Senhora no seu templo do Cabo Espichel, no primeiro domingo após a Quinta-Feira de Ascensão: nesse dia, a bandeira da Senhora era entregue ao pároco e aos mordomos da freguesia que deveria festejar no ano seguinte. Em 1751, porém, foi introduzida uma mudança no antigo ritual, que resistira praticamente intocado durante mais de três séculos: a passagem de testemunho entre os festeiros, que até então se efectuara unicamente através da entrega da Bandeira, passou a ser também realizada com a presença de uma Imagem Peregrina oferecida pela freguesia da Terrugem e que ainda hoje figura nos "círios saloios".
Nesse mesmo ano se instituiu igualmente um capelão próprio para os "círios saloios", em paralelo com o capelão nomeado pela Casa do Infantado (proprietária nominal do santuário), que tinha por obrigação dizer missa quotidiana "por todos os vivos, e defuntos Confrades.
Já no final do século XIX assistir-se-ia ao término de uma outra tradição muito antiga: a de as freguesias se deslocarem em peregrinação anual ao Cabo Espichel, atravessando o rio Tejo entre Belém e Porto Brandão, e daí seguindo pelas praias ou por terra até ao santuário, onde decorriam as cerimónias de entrega ou recepção da Imagem Peregrina. Deste modo, e desde 1887, a Imagem Peregrina passou a ser entregue directamente entre as freguesias, deixando-se de se verificar a deslocação ao santuário a não ser ocasionalmente. Nos últimos anos, as paróquias do Giro têm voltado a deslocar-se ao Cabo Espichel, levando consigo a imagem e a bandeira, de modo a recuperar a velha tradição, mais facilitada hoje em dia pelos modernos meios de transporte.

## O esplendor do séc. XVIII
A sempre crescente afluência de peregrinos ao Cabo Espichel para aí venerarem a Senhora aparecida levou a que, desde muito cedo, a pequena ermida do século XIV/XV se revelasse demasiado exígua. Por isso, em 1495, dá-se início a construção de uma primeira igreja na vasta esplanada do promontório, da qual não existem hoje quaisquer vestígios. Será o rei D. Pedro II a mandar edificar a actual Igreja de Nossa Senhora do Cabo através da Casa do Infantado, de que era senhor seu irmão o Infante D. Francisco, e à qual então pertencia a propriedade. O projecto barroco foi iniciado em 1701, com direcção do arquitecto real João Antunes; em 1707, a imagem primitiva de Nossa Senhora — que desde sempre se conservara na Ermida da Memória — foi daí transferida para o novo templo.
O século XVIII irá marcar o santuário do Espichel com todo o esplendor cenográfico do Barroco, tendo sido lançados sucessivos programas de ampliação e redecoração da Igreja de Nossa Senhora do Cabo e de outras dependências (em que se incluia, por exemplo, um pequeno mas bem apetrechado Teatro de Ópera).
Entre 1718 e 1722 são abertos 10 altares na espessura das paredes, revestidos por rica talha policromada, oferecidos pelos "círios" de ambas as margens do Tejo. Entre 1715 e 1794 edificam-se as Hospedarias para os romeiros, de acordo com um desenho planificado de raiz, constituídas por unidades unifamiliares, integrando uma "loja" e um "sobrado", que se desenvolvem em duas alas em torno da Igreja e que com ela delimitam a extensa esplanada do santuário (o "arraial"). As suas arcadas, que sustentam o andar dos sobrados, conferem ao conjunto o carácter popular da arquitectura saloia e ruralista, em contraste com a exuberância barroca da Igreja, emprestando ao Cabo Espichel um ambiente único entre todos os santuários de peregrinação portugueses.
Cerca de 1740 são instalados dez painéis azulejares no interior da Ermida da Memória. Esses painéis — verdadeira banda desenhada do século XVIII — contam-nos a história do culto a Nossa Senhora do Cabo, documentando a construção da ermida, das igrejas e das hospedarias, bem como a realização dos "círios" populares. Também em 1740, D. João V oferecerá uma berlinda com a Coroa Real a Nossa Senhora do Cabo e enriquecerá a Igreja do Espichel ao mandar pintar o tecto por Lourenço da Cunha, o maior mestre português do seu tempo, especializado em "pinturas em perspectiva".
D. José I mandará repintar o tecto, bem como todas as capelas, a ele se devendo igualmente as obras de construção de um Aqueduto no Cabo Espichel ligando a localidade vizinha da Azóia ao promontório, de uma Casa da Água de desenho palaciano e de uma horta murada, para abastecimento exclusivo dos peregrinos.
Essas obras mandadas executar por D. José I justificam-se pela grande importância que a Corte então atribuía a estas manifestações de religiosidade, desenvolvidas em cerimónias áulicas de forte impacto popular, nas quais o sagrado reunia-se indissoluvelmente com o profano. Nesse ano de 1770 realizaram-se no Espichel monumentais celebrações, a que assistiram a Família Real e toda a grande nobreza do Reino, apenas excedidas aquando da deslocação de D. Maria I ao santuário, em 1784.
A partir de 1807, com a ida da Corte para o Brasil devido às invasões francesas, as festas conheceram um natural e inevitável abrandamento, contrabalançado por um forte incremento registado durante o período miguelista. Apesar do seu progressivo declínio, os "círios saloios" continuaram a contar com a devoção e o contributo da Família Real, nomeadamente com D. Maria II, D. Pedro V, D. Maria Pia e D. Carlos I. Após um breve interregno registado entre 1910 e 1926, as romarias populares em honra de Nossa Senhora do Cabo foram retomadas, tendo prosseguido até hoje praticamente sem interrupções.